# Вакарел
Вакарèл е село в Западна България, община Ихтиман, Софийска област. Образувано е от сливането на махала Хановете и гара Вакарел през 1959 г.

## География
Село Вакарел се намира на около 34 km изток-югоизточно от центъра (катедралата Свети Александър Невски) на столицата София и около 16 km северозападно от общинския център град Ихтиман. Разположено е в най-ниската седловинна част на Вакарелската планина. Надморската височина в центъра на селото е около 837 m, при сградата на кметството е около 815 m, в северозападния му край нараства до около 860 m, а в югозападния намалява до около 800 m. Климатът е умереноконтинентален; почвите в землището са преобладаващо червеноцветни и канеловидно лесивирани.
През Вакарел минава първокласният републикански път I-8 (ГКПП Калотина – ГКПП Капитан Андреево – Капъкуле), водещ на северозапад през село Нови хан към София, а на югоизток – към Ихтиман. На около километър южно от селото минава автомагистрала „Тракия“, с която то има пряка връзка.
Във Вакарел има гара на минаващата през селото железопътна линия Калотина-Запад – София – Пловдив – Свиленград, от която при Вакарел има отклонение за Мина Чукурово. Котата (надморската височина) на нивелачния репер на гара Вакарел е 822,037 m.

Землището на село Вакарел граничи със землищата на: селата Богданлия, Караполци и Огняново на север; село Бузяковци на североизток и изток; село Пауново на югоизток и юг; село Борика на юг; село Габра на югозапад; село Крушовица на запад.
Селата Бальовци, Костадинкино и Селянин са разположени в землището на село Вакарел като части от него.
Етническият състав на населението на село Вакарел по численост и дял на етническите групи според преброяването през 2011 г. е:
| Етнически групи     | Численост | Дял (в %) |
| Общо                | 1994      | 100       |
| Българи             | 1469      | 73,67     |
| Турци               | ...       | ...       |
| Цигани              | 171       | 8,58      |
| Други               | ...       | ...       |
| Не се самоопределят | 0         | 0         |
| Не отговорили       | 348       | 17,45     |

Числеността на населението на село Вакарел по данните от преброяванията от 1934 г. насам се променя както следва:
| \| Година на преброяване \| Численост \| \| --------------------- \| --------- \| \| 1934 \| 700 \| \| 1946 \| 983 \| \| 1956 \| 1406 \| \| 1965 \| 2526 \| \| 1975 \| 2920 \| \| 1985 \| 2621 \| \| 1992 \| 2271 \| \| 2001 \| 2291 \| \| 2011 \| 1994 \| \| 2021 \| 1774 \| |           |
| Година на преброяване | Численост |
| 1934 | 700       |
| 1946 | 983       |
| 1956 | 1406      |
| 1965 | 2526      |
| 1975 | 2920      |
| 1985 | 2621      |
| 1992 | 2271      |
| 2001 | 2291      |
| 2011 | 1994      |
| 2021 | 1774      |

Има изглед към планините Рила, Родопи, Витоша и Стара планина.

## Вакарел като покрайнина
Основанията за определяне на по-голяма част от селищата във Вакарелската планина като покрайнина се крият в географското положение, историческото и етнографско развитие и административното им устройство. Съществуването на село Вакарел е засвидетелствано от пътешествениците до средата на XIII век. От приписката на поп Вуче от Хрелово (Рельово, Самоковско) от 1738 г. става ясно, че селището е разорено през 1737 г. по време на разгромяването на опита за въстание, ръководено от самоковския митрополит Симеон във връзка с австро-турската война от 1736 – 1739 г. Селото е напълно разорено през 1792 – 1798 г. от изстъпленията на кърджалиите и междуособните войни в Османската империя. В резултат на това по удобните, но отдалечени от пътя места на Вакарелската планина възникват 24 селища махали. Въпреки че никое от селищата не носи името Вакарел, жителите им се определят като вакарелци и използват названието „целия Вакарел“, а когато говорят за себе си, казват, че са от Вакарел и тогава уточняват махалата. Всички заедно през 1836 г. построяват нова черква „Св. Николай“ и погребват мъртвите си до 1900 г. в гробището до черквата. Избират един управител кмет (мухтар, чорбаджия). До Освобождението децата им учат в едно училище, основано през 1856 г.
Основание за определянето на населението във Вакарелската планина като една общност дават и еднаквите говорни особености, общите черти на облеклото, строежът на къщите и устното народно творчество. Административното устройство е друга причина за разглеждането на този район като една покрайнина. До 1921 г. и след 1959 г. всички селища са обединени в една община – Вакарелската община.
Вакарелската покрайнина има овална форма с площ 153,9 кв. км. От тях 12,2 кв. км влизат в Белишкия дял, а останалите 141,7 кв. км са от Вакарелския дял на Ихтиманска Средна гора. На тази територия възникват и се утвърждават след разпръсването през 1792 – 1798 г. 24 селища, обединени с названието „вакарелски селища“ или „вакарелски махали“.
Вляво (северно) от Големия диагонален път по посока Пловдив възникват: махалата Бърдо с двете по-малки махали Горната и Долната; махалата Джамузовци с махалите Козловци, Терзийци и Дошевци; махалата Бузяковци, махалата Пановци и махалата Дошевци – разтурена през 1905 г.; махалата Обрадовци – разтурена през 1830 г.; махалата Ляовци – разтурена през 1870 г., махалата Мечковци с махалите Митовци и Младеновци; махалата Пореванци – разтурена през 1910 г.; махалата Богдановци; махалата Ръжана с махалите Джаовци, Байкьовци и Токмаковци; махалата Драгиовци с махалите Балабанци, Драгиовци, Маноиловци, Виделовци и Шараметовци; махалата Корчаковци – разтурена през 1886 г.; махалата Ежовци – разтурена през 1885 г.; махалата Селянин.
От дясната страна на пътя възникват: махалите Бальовци, Млечановци, Крушовица с махалите Горна, Средна, Пращиловци и Ушовци; махалата Брънковци с махалите Сараошовци, Драслевата и Долния сокак; махалата Семковци с махалите Семковци и Демировци; махалата Яздирастовци; махалата Полиовци с махалите Полиовци и Герджиковци; махалата Поповци с махалите Поповци и Яйчовци; махалата Банчовци и махалата Кутрахци.
В центъра на покрайнината, около пътя, в близост до стражевата кула възниква махалата Хановете, която се превръща в естествен център на покрайнината.

## Административно-териториално устройство на вакарелските селища
Вакарелската планина представлява орографска, етнографска и говорна граница, поради което Вакарел винаги е бил крайно звено на административните и епархиални единици, които са обхващали този край, както това ясно проличава при проследяване на границите им. През всички големи и малки промени в административното деление, правени от турци и българи в тези части на България, Вакарел винаги е бил подчинен на най-близките градски селища Ихтиман или Самоков, като обикновени административни центрове, и на София като по-голям център. Малко преди Освобождението Вакарел се е числял към Ихтиманската нахия, Самоковската кааза, Софийския санджак и Одринския вилает. При по-старите турски административни деления той е принадлежал обикновено към Ихтиманската кааза, а когато такава не е съществувала – към Самоковската кааза, Софийски санджак. Вилаетската принадлежност на Вакарел се е меняла според големите административни прегрупирания, правени от османците през разните епохи. Той е спадал и към Румелийското бейлербейство с главен град София, което е обхващало почти всички турски европейски владения, и към Нишкия вилает, и към Дунавския вилает с главен град Русе. От последния вилает Софийският санджак е бил откъснат през 1876 г. и присъединен към Одринския вилает, поради което по време на Освобождението Вакарел е принадлежал към него.
След като Берлинският договор разделя България на две части, Вакарел остава в Княжество България. Границата между нея и Източна Румелия минава на около 7 км южно от гара Вакарел. От Освобождението до 31 юли 1925 г. вакарелските селища са се числели към Самоковската околия, Софийски окръг, с изключение на неколкомесечното съществуване на Самоковски окръг през 1879 – 1880 г. На 31 юли 1925 г. се възстановява премахнатата през 1901 г. Ихтиманска околия, причислена към Софийски окръг. До 1921 г. всички вакарелски махали са съставяли една община, наречена Вакарелска. Нарасналите нужди на отделните махали, постепенното оформяне на някои от тях в села, както и техническите и административните затруднения, съществуващи при една толкова голяма и с разпокъсани части община, налагат прегрупиране на махалите в повече общини. Административни центрове стават махалите в краищата на областта, които вече са имали свой обособен живот и характер на групирани села. Това важи особено за махалите Бърдо, Крушовица и Кутрахци (днес с. Пауново), обявени за села при отделянето им като самостойни общини. Първи образуват общини през март 1921 г. Бърдо и Кутрахци (днес с. Пауново), последната заедно с близката махала Банчовци. Същата година през декември махалите Богдановци, Бузяковци, Джамузовци, Драгиовци, Мечковци, Пановци и Ръжана се отделят в самостоятелна община с център Богдановци. През февруари 1923 г. Крушовица също се отделя като самостоятелна община. Останалите девет махали – Бальовци, Брънковци, Млечановци, Полиовци, Поповци, Селянин, Семковци, Хановете и Яздирастовци – остават в старата Вакарелска община, чийто център е село Хановете (днес Вакарел). Опит да образуват общини са направили през 1923 г. махалите Поповци и Семковци, обаче указът, който е издаден за тази цел, е отменен от Върховния административен съд. Това административно-териториално устройство Вакарелските селища запазват до 1959 година, когато с нов закон околиите са премахнати и общините влизат направо в състава на окръзите. Следващата административна реформа през 1978 година окрупнява общините. Вакарелската община е присъединена към състава на Ихтиманската община. На територията на бившата община са учредени четири кметства – Вакарел, Пауново, Брънковци и Бузяковци. През 1986 г. съставните махали на кметство Брънковци са ликвидирани като самостоятелни населени места и се превръщат в части на новообразуваното село Костадинкино.

## Вероизповедания във Вакарел
Традиционното вероизповедание на вакарелското население е православно и това налага да се посочи епархиалната принадлежност на вакарелките селища. До 1557 г. Вакарел се числи към Софийската епархия, която е подчинена на Охридската архиепископия. През 1557 г. е възстановена сръбската Печка патриаршия благодарение на застъпничеството на тогавашния велик везир Мехмед Соколович. В границите на новата патриаршия влизат освен сръбски земи и български покрайнини по Българска Морава, а също и Скопската, Кюстендилската и Самоковската епархия. Тогава именно от Софийската епархия, която остава подчинена на цариградския патриарх, се отцепва Самоковско и образува самостойна епархия, която обхваща и части от Радомирско, Дупнишко, Горноджумайско, Разлога, западната част на Витоша със село Владая, Ихтиманско с Василица, Мухово и Вакарел. Вакарел се пада точно в нейните граници и е следователно едно от най-източните селища в пределите на Печката патриаршия. Така оформена, Самоковската епархия запазва съществуването си и след разтурянето на патриаршията през 1767 г. Тогава тази епархия става подчинена на Цариградската патриаршия. Печките патриарси признават българския характер на споменатите епархии. След основаването на Българската екзархия Самоковската епархия остава на нейно подчинение. Според едно специално постановление на екзархийския устав тя е присъединена на 1 януари 1908 г. към Софийската епархия, след смъртта на Доситей, последният неин митрополит. Днес вакарелци се намират пак под духовното ръководство на софийския митрополит в състава на Ихтиманската духовна околия.
Малка част от населението във Вакарел е протестантско и е обединено в църковна община към църквата „Ел Шадай“.

## История

### През древността
На територията на Вакарелската покрайнина съществуват данни за наличие на уседнал живот от каменно-медната епоха (V – IV хилядолетие пр.н.е.) В близост до м. Кутрахци (дн.с. Пауново) на десния бряг на р. Баба върху предната, надвесена над реката присойна част на един малък рид, наречен Язовина, са намерени останки от малко праисторическо селище. Открити са отделните късове от глинени съдове, обгоряла глинена мазилка от жилища, кости, останки от храна, дебелостенно керамично съдче (пота) за топене на метал, каменно приспособление за точене на каменни оръдия на труда, каменен хромел за смилане на брашно. В долината на р. Суха в близост до м. Селянин (дн. с. Селянин) са намерени каменни брадвички, тесли, длета, клинове, прешлени за вретено. Следи от древно рударство са открити в местността Милчовец, в близост до м. Бузяковци, Язовина, и Тесни рът до м. Бърдо (дн. с. Бърдо). В околностите на Бузяковци и в долината на р. Баба са открити стари шахти за добив на кварцова руда, от която чрез стриване, промиване и стопяване древните са извличали злато. В селището при Язовина са открити фрагмент от дръжка на бронзов меч и керамични фрагменти с черна гланцирана декорация от бронзовата епоха, което показва съществуването му и в този исторически период.
През късната бронзова и желязната епоха покрайнината е обитавана от тракийските племена трери и тилатеи, споменати от Тукидид, а по късно от сердите, които са обитавали територията на Софийското поле и Вакарелската планина, и одрисите. На югоизток са граничели с бесите. Във Вакарелския район са отбелязани повече от тридесет тракийски надгробни могили. В разкопаните могили са намерени урни, вътре с пепел и овъглени кости, обиколени наоколо със суха зидария или затрупани с чакълест материал. Най-големите могили имат 20 м диаметър като например тази при Байкьовските гробища под м. Ръжана. Най-висока, 4 м, е тази, която е северно от м. Пановци. Повечето от могилите са с диаметър, по-малък от 15 м.

### През римската епоха
Историята на Вакарел през римската епоха е тясно свързана с Големия диагонален път, свързващ древните селища, чиито наследници са днешните Белград, Ниш, Пловдив, Одрин и Цариград. Основното предназначение на пътя през римската епоха, а и след това, е бързото придвижване на войските на Империята, поради което получава още и името Военния път (Via militaris). Значението му пораства извънредно много след завладяването на Балканския полуостров от римляните, когато бива направена специална настилка. Народното предание и до днес още свързва строежа на този път с името на император Траян (97 – 117).
Пътят е бил широк 9 крачки (6 метра), в средата малко издигнат, постлан с многоъгълни камъни или посипан с пясък. Той е оразмерен: на всяка римска миля (1482 м) е имало пътна (милиарна) колона с означение на разстоянието от близкия град или благодарствен надпис. За пренощуване на пътниците са били устроени по-големи и укрепени селища (mansio); през деня конете и колата са се сменяли на някоя станция (mutatio). На много места е имало гостоприемници (tabernae). За защита на пътя са били изградени крепости (четириъгълни и околчести, наричани castella) и отделни кули (turres). През 3 и 4 век от Белград до Константинопол е имало 31 селища, 43 станции, а разстоянието е било 670 римски мили. През 1965 г. във Вакарел са открити две каменни колони с надписи, в които се изказва благодарност за отпуснатите средства за благоустрояване на пътя.
Писмени сведения за съществуване на крайпътна станция Спарата (mutatio Sparata) в местността Каелеица в близост до махала Ръжана се съдържат в Певтингерова карта / A. Tabula Peutingeriana / от II в., итинерария Бурдигалски пътеводител (Itinerarium Burdigalense ) от 333 г. след Христа и Земеописанието /Cosmographia/ на анонимния автор от Равена /Ravennatis anonymi/ от VI в.. Селището е маркирано според тези източници на 25 мили от Сердика, на 8 мили от станция Бугарака (mansio Bugaraca), в близост до Лесново и на 10 мили от станция Хелице (mansio Helice), близо до Ихтиман. На няколко декара пространство са намирани късове, а често и цели блокове от големи тухли, както и части от керемиди, от изпечена мазилка и глинени съдове. Останки от друго селище от тази епоха са открити в местността Асанско орниче, в близост до махала Поповци, на левия бряг на река Баба. Тук са открити при селскостопанска дейност части от дебели, големи тухли, парчета от глинени съдове, хромели и много монети, повечето от които от времето на император Юстиниан I (527 – 565) и монети от времето на император Йоан Цимисхий (969 – 976), което показва, че това селище е съществувало и през по-късната средновековна епоха. На около 1 км източно от античното селище, на малко ридче под м. Банчовци се намират останки от малка крепост, наречена Банчовото кале. То е от същата епоха, за което свидетелстват намерените там монети и фибула. Заградено е с ров откъм север, а от другите страни са стръмни склонове. Към изходната му част личат добре основите на четвъртита кула. На връх Брънкова китка са открити монети от времето на императрица Фаустина (средата на 2 век след Христа).

### През Средновековието
По време на османското нашествие по нашите земи Вакарел възниква като селище по времето на султан Сюлейман II заедно с Ветрен, като на територията на тези села е заселено християнско население, на което е вменено изпълняването на държавна служба – дервенджии, т.е. пазители на пътя. Заради тази повинност населението е освободено от многобройните данъци, с изключение на данъка испенче, който се плащал от християнското население, като в този случай е редуциран от 25 на 12 аспри, и натуралния данък йошур – по една крина ечимик и ръж от домакинство. Никой нямал право при минаването си по пътя да изземва насила и безплатно нито сено нито слама, нито няква храна или вино. Всичките нужди преминаващите по пътя пътешественици е трябвало да си осигуряват от местното население срещу заплащане.
Поради благоприятното си положение на пътя за Цариград и на разстояние един ден път с кон от София, Вакарел се превръща във важна станция по пътя за столицата на империята. Тук отсядали търговци, пътешественици, които заплащали престоя си. Така селището се замогва. На пътешественика Савиюр Люзиниян му прави впечатление следното:
| „ | къщите във Вакарел са по-добри от други места и имат такива правилни дворове и градини, щото човек би помислил, че живее в Европа. | “ |

Почти ежедневните срещи на населението с пътешественици от различни краища на Европа и империята направили вакарелци по-освободени при срещите им с чужденците. Те не ги избягвали като повечето българи от епохата, а напротив, търсели контакт с тях – факт, подчертаван от почти всички пътешественици, оставили ни писмени сведения за пребиваването си във Вакарел.
Върху това добре устроено и богато за тогавашните представи село, по време на неуспешната австро–турска война от 1737 г. османските войски си изливат желанието за мъст, като го опожаряват до основи. Селото се възражда много бързо, но за втори път е разорено през 1792 г. Населението отново го съгражда, като този път то е разпръснато в 23 махали. Третото опожаряване населението преживява по време на Априлското въстание от 1876 г., след което селото е възстановено отново.
До средата на 19 век Вакарел е сборно селище, включващо следните 22 населени места (махали и села): Пауново (в миналото Кутрахци), Поповци, Банчовци, Семковци, Брънковци, Крушовица, Полиовци, Яздирастовци, Млечановци, Бальовци, Селянин, Мечковци, Драгиовци, Балабанци, Маноиловци, Ръжана, Богдановци, Пановци, Бузяковци и Джамузовци. Освен тях към Вакарел са се включвали и отдалечените села Белица и село Бърдо по пътя за град Панагюрище.

### След Освобождението
След Освобождението Вакарел получава силен икономически тласък първо поради това, че до 1885 година е гранично село с митница на границата с Източна Румелия. Втората причина е прокарването на железопътната линия Цариград – София – Белград – Виена. След откриването на митницата във Вакарел през 1879 г. се строят множество търговски къщи и се откриват представителства на кантори. За периода 1880 – 1885 година митницата е седма по внос и десета по износ сред 25 митници на Княжество България, като същевременно държи първенството по обем стокообмен сред митниците с Източна Румелия. Това търговско оживление изисква от своя страна наличието на обслужващи дейности. Към съществуващите 8 хана и странноприемници са прибавени още 5. Разкрити са 5 бакалници, 2 кафенета, 2 обущарници, 2 содо-лимонадени работилници, 1 бозаджийница, 4 кафенета, 2 шивашки и 4 плеташки работилници, 2 дърводелски и 1 тенекеджийска работилници. Изградени са 4 хотела, 2 – на братя Сребърникови от Самоков, един гръцки и 1 албански. Това допринася допълнително за икономическото замогване на населението.
След Съединението икономическото развитие не спира, защото е повлияно благоприятно от изграждането на жп линията Саранбей – София – Цариброд. През 1881 г. започват проучванията за строителството от руската финансово–предприемаческа група „Гинсбрук–Поляков“, чиито представител генерал Струве за известно време се установява във Вакарел. През 1883 г. се подписва конвенция за строителството на линията между Австро-Унгария, Сърбия, България и Османската империя. Строителството на линията Белово – Вакарел е възложено на италианското дружество „Виталис“, чийто представител инж. Бартел се установява във Вакарел. Строителството на линията Вакарел – Цариброд е възложено на българския предприемач Иван Грозев. И двете компании наемат много от мъжкото население за извършване на строителните работи. Имайки предвид географското положение на Вакарел и особеностите на експлоатацията на железницата във Вакарел са изградени гара, пикьорски участък и локомотивно депо за помощна служба. Всичко това допринася за икономическото развитие и благосъстоянието на вакарелското население. При своите проучвания Гунчо Гунчев установява, че един на всеки 5 души осигурява доходите си извън земеделието – в железницата и обслужващите дейности. Икономическото развитие води до културни промени в бита на хората, които „погражданяват“ облеклото си и ежедневието си.
При избухването на Балканската война през 1912 г. 3 души от Вакарел са доброволци в Македоно-одринското опълчение.
По време на терора, последвал Деветосептемврийския преврат от 1944 година, в местността „Ивански дол“ край селото комунистите извършват масово избиване на свои противници.

## Обществени институции
Село Вакарел към 2025 г. е център на кметство Вакарел.
В село Вакарел към 2025 г. има:
- действащо читалище „Заря - 1902 г.“;[23][24]
- действащо общинско Обединено училище „Христо Смирненски“;[25]
- православен параклис „Свети Николай“;[26]
- Целодневна детска градина „Слънчеви лъчи“;[27]
- пенсионерски клуб;[28]
- пощенска станция.[29]

## Културни и природни забележителности
- Вакарелски манастир „Света Петка“. Манастирът е сравнително нов, основан е през 20 век, Бил е женски манастир. Деистващ е и храмовият му празник се чества на 14 октомври. Представлява комплекс от църква и жилищна сграда. Църквата е еднокорабна, едноапсидна сграда. Манастирът е част от Ихтиманската духовна околия.[30]

## Личности
- Петър Стоилов – (неизв.) – народен певец, живял в годините около Освобождението
- проф. Трендафил Атанасов Митев – историк
- Стоян Кръстов Ватралски – първият българин, завършил Харвард
- Алисия – българска поп-фолк певица
- Трендафил Захариев (р. 1923) – български кинооператор

Починали във Вакарел
- Спас Дупаринов (1892 – 1923), политик

## Други
На Вакарел е наречена улица в квартал „Васил Левски“ в София (Карта).